# 近藤茂 (技術者)

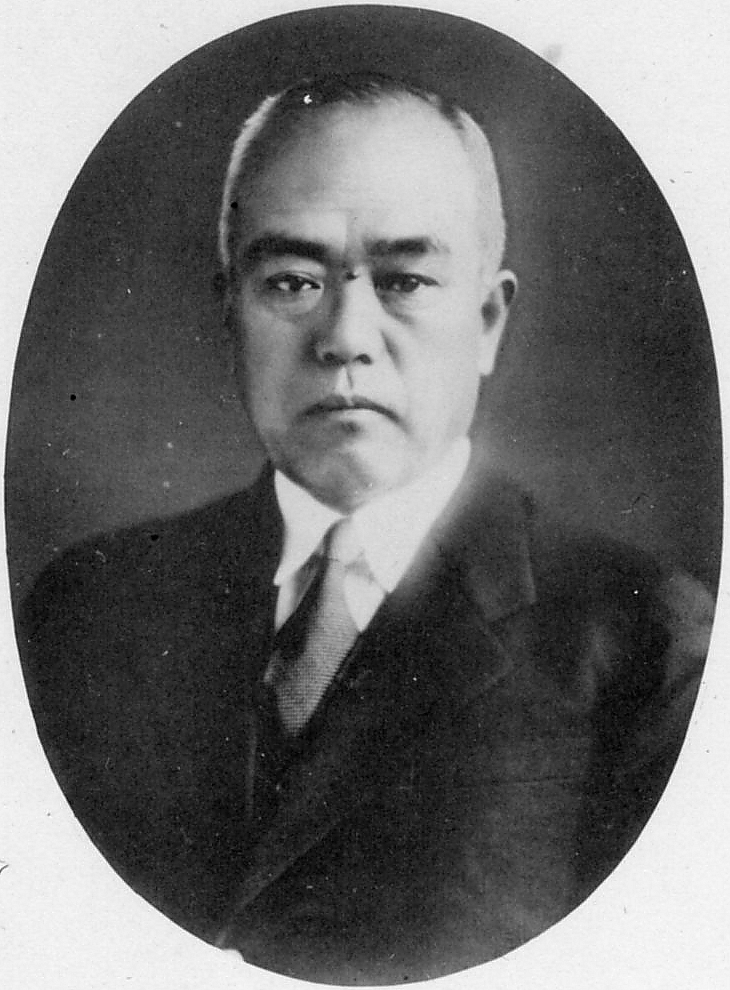
大同電力時代の肖像写真

近藤 茂（こんどう しげる、1874年〈明治7年〉12月15日 - 1954年〈昭和29年〉1月1日）は、明治から昭和初期にかけて活動した日本の電気技術者、実業家。工学博士。
逓信省の技官として電気局技術課長心得などを務め、退官後は実業界に転じて電力会社にかかわり大同電力常務取締役、昭和電力副社長に就任した。福井県出身。

## 逓信省時代
福井県福井市出身。1874年（明治7年）12月15日、士族近藤寅之助の長男として生まれる。1896年（明治29年）7月第一高等学校第二部工科を卒業し、次いで1899年（明治32年）7月東京帝国大学工科大学電気工学科を卒業した。同期に日本電気会長を務めた秋山武三郎らがいる。
卒業後は逓信省に入り、電気事業の監督にあたる。1900年時点での職員録には通信局所属の逓信技手とある。1901年（明治34年）、電気試験所第1回海外留学生として電気事業研究のためイギリスへ留学し、翌1902年（明治35年）にはアメリカに転学した。帰国後は電気試験所に勤務。1902年5月高等官に叙されて逓信技師に任ぜられ、1905年（明治38年）4月には逓信技師となる。1908年（明治41年）9月、電気単本位調査委員を命ぜられて「電気単本位国際会議」に日本の代表委員としてイギリスのロンドンへと派遣される。会議終了後は欧米の電気事業を視察して翌1909年（明治42年）7月に帰国した。同年7月の逓信省電気局新設に際しては電気局技術課・電気試験所勤務となっている。
1910年（明治43年）、日本電気工芸委員会が設置されるに及び委員となり、後に副委員長として電気機械・器具や電線の規格制定、用語選定、規格統一に携わる。同年4月、水力発電の起業促進に向け全国的な河川調査を実施するため逓信省臨時発電水力調査局が設置されると逓信技師兼調査局技師となる。以後1913年（大正2年）6月の調査局廃止まで在任した。同年8月、今度は大蔵技師との兼官となり、大蔵省臨時建築課勤務を命ぜられる。翌1914年（大正3年）11月、逓信省では勅任官である高等官二等に昇格、電気局技術課長心得および電気事業主任技術者資格検定委員長を命ぜられる。電気局においては周波数の統一や故障発生時の事業者救済方法を研究・実施し、法規改廃にあたって手続きの簡略化を図るなどの活動を行った。これらの電気事業に対する功績を理由に1915年（大正4年）2月工学博士の学位を授与された。翌1916年（大正5年）4月には勲四等瑞宝章を受章している。
1917年（大正6年）1月、逓信技師・大蔵技師に加え特許局技師も兼任となる。さらに同年2月より逓信省臨時調査局技師も兼ね、1918年（大正7年）7月より臨時議院建築局技師も加えられた。翌年の職員録には、逓信省電気局技術課長心得・電気事業主任技術者資格検定委員長のほか逓信省臨時調査局電気部第二課長心得、大蔵省臨時建築課技師（課長丹羽鋤彦）、臨時議院建築局技師、特許局技師を務めるとある。
1919年（大正8年）10月27日付で逓信技師その他を依願免官となった。退官後の11月21日付で従四位に叙された。

## 大同電力時代
1919年11月25日、丹羽鋤彦とともに10月に設立されたばかりの日本水力株式会社に入り常務取締役に就任した。同社は山本条太郎（福井県出身）を社長とする電力会社で、北陸地方を中心に電源開発を行い関西地方へと電力を供給する構想の下設立されていた。翌1920年（大正9年）1月、技師とともに機械・資材の購入のため渡米する。ところが同年春の戦後恐慌により金融難に陥り日本水力の事業は停滞してしまう。やがて福澤桃介率いる大阪送電および木曽電気興業との合併が決まり、1921年（大正10年）2月、3社の合併が成立して大同電力株式会社が発足した。
大同電力でも近藤は引続き常務取締役に選出された。同社では旧大阪送電が計画していた木曽川から関西への送電線「大阪送電線」の建設が優先され、旧日本水力が発注していた資材を転用して1923年（大正12年）に竣工した。近藤は常務として同送電線の建設にあたる。近藤の下で送電線建設に参加した人物に、当時同社送電課長で後に常務に昇進する藤波収がいる。
大同電力のほかには同社の傍系会社にあたる神岡水電・昭和電力で役員を務めた。神岡水電は北陸の神通川水系開発のため三井鉱山との共同出資で設立された会社で、近藤は1922年（大正11年）8月の会社設立とともに取締役に就任する。昭和電力は北陸地方での電源開発や北陸・関西間の送電線建設を目的とする会社で、1926年（昭和元年）12月の会社設立とともに専務取締役に就任した（社長は増田次郎）。昭和電力では1928年（昭和3年）8月代表取締役に選任され副社長に就いている。翌年昭和電力が建設していた送電線や祖山発電所が完成をみた。
大同電力では1929年（昭和4年）12月常務を辞任し、3年後の1932年（昭和7年）12月17日付で取締役も辞した。この間の1931年（昭和6年）5月に昭和電力副社長を辞任。1935年（昭和10年）には10月神岡水電、11月昭和電力の取締役からも辞任した。こうして後進に道を譲った近藤は、大同電力技術顧問となり閑地についた。
1954年（昭和29年）1月1日、東京都品川区小山町の自宅にて死去。満79歳。